# Nipaleyrodes elongata
Nipaleyrodes elongata là một loài côn trùng cánh nửa trong họ Aleyrodidae, phân họ Aleurodicinae.
Nipaleyrodes elongata được Takahashi miêu tả khoa học đầu tiên năm 1951.